# Catabena lineolata
Catabena lineolata är en fjärilsart som beskrevs av Walker 1865. Catabena lineolata ingår i släktet Catabena och familjen nattflyn. Inga underarter finns listade i Catalogue of Life.